# 45. (srbska) divizija (NOVJ)
45. (srbska) divizija je bila partizanska divizija, ki je delovala v sklopu NOV in POJ v Jugoslaviji med drugo svetovno vojno.
Ustanovljena je bila 3. septembra 1944.

## Sestava
september 1944
- 20. srbska brigada
- 23. srbska brigada
- 24. srbska brigada